# Пауколике животиње
Пауколике животиње (Chelicerata) припадају зглавкарима, а од осталих зглавкара се разликују двема посебним одликама: 
- немају антене и
- први пар екстремитета су хелицере.

Тело им је подељено на два телесна региона: 
- прозому (главеногрудни) и
- опистозому (трбушни).

На прозоми се налази 6 пари екстремитета:
- први пар су, већ поменуте, хелицере клештоликог облика, које углавном учествују у исхрани и представљају усне екстремитете;
- други пар су педипалпи са различитим функцијама: чулна, хватање плена, парење,
- 4 пара ногу за ходање.

Опистозома има највише 13 сегмената и телзон и на њој нема екстремитета за ходање већ су они редуковани или измењени у шкрге или плућа, чулне органе и паучинасте брадавице. Облик опистозоме варира у различитим групама пауколиких животиња.
Пауколике животиње су активни ловци, мада има и оних које се хране биљном храном или паразитирају на биљкама и животињама. Грабљивице свој плен хватају хелицерама и педипалпима, а затим на њега излучују ензиме. Полусварену, кашасту храну усисавају помоћу посебно прилагођеног предњег црева.

## Класификација
Подтип хелицерата подељен је на три класе:
1. меростомата (Merostomata)
2. морски пауци (Pycnogonida)
3. арахнида (Arachnida)

Класа арахнида обухвата шкорпије, пауке, крпеље и др. Међу шкорпијама и пауцима има отровних врста. У нашој земљи живи шкорпија из рода Euscorpius, која је отровна, али није смртоносна. Ујед паука познатог као црна удовица (црне боје са црвеним пегама на трбуху) може код човека да изазове смрт. Код нас живе и тарантуле чији је убод болан.
Крпељи су паразити, преносиоци а истовремено представљају и природне резервоаре узрочника обољења човека:
- шугарац (Sarcoptes scabiei), који изазива шугу код човека;
- крпељ који преноси узрочника (спирохету) лајмске болести;
- крпељи који преносе вирусе који код човека могу проузроковати менингоенцефалитис